# Bosco (klädmärke)
För andra betydelser, se Bosco (olika betydelser).
Bosco är ett ryskt sportmärke som är mest känt som leverantör till flera länders OS-trupper. 
Utanför Ryssland är Bosco mest känt som leverantör till Rysslands OS- och Paralympicstrupper sedan 2002. Märket är skapat av Bosco Di Ciliegi. Under OS i London 2012 är man även leverantör till Ukraina och Spaniens OS-trupp sedan man ingått ett avtal med Ukrainas olympiska kommitté och Spaniens olympiska kommitté. Bosco OS-kollektionerna utmärker sig genom mönster.